# Есипович, Яков Григорьевич
 Яков Григорьевич Есипович  (1822—1906) — русский судебный деятель, сенатор, публицист, мемуарист. Действительный тайный советник. Известен как один из разработчиков и проводников судебной реформы 1860-х гг.

## Биография
Родился 22 октября (3 ноября) 1822 года в семье отставного поручика Григория Григорьевича Есиповича (1778-?). Детство прошло в рославльском имении отца, по-видимому, включавшем село Астапковичи, сельцо Покровское и деревню Староселье.
О близких родственниках Якова Григорьевича практически нет никаких сведений. Известно лишь, что брат Андрей, окончив в 1855 г. военное инженерное училище, воодушевлённый мужеством защитников Севастополя, вместе с несколькими товарищами отправился в осаждённый город. Там он был направлен на строительство Камчатского редута, где вскоре по приказу Э. И. Тотлебена стал распорядителем работ. Прослужив шесть недель на этом передовом укреплении Севастополя, был тяжело ранен и через сутки скончался. Ему было всего 20 лет. Яков Григорьевич потом в течение всей жизни переживал его гибель.
Я. Г. Есипович учился в московской гимназии, а в 1843 году окончил юридический факультет Московского университета; получил степень кандидата и был награждён золотой медалью за представленную диссертацию: «Уголовное право по уложению царя Алексея Михайловича».
С 14 декабря 1843 года начал службу в департаменте министерства юстиции. Будучи прикомандирован к первому отделению, где последовательно занимал должности младшего и старшего помощника столоначальника и наконец столоначальника, в 1846 году назначен исправлять должность члена Таврической гражданской палаты межевой части. В декабре 1849 года межевое отделение было закрыто и вскоре после этого Есипович назначен обер-секретарём межевого департамента Правительствующего сената.
В 1855 году в журнале «Библиотека для чтения» Есипович опубликовал статью, в которой воспроизвёл точную картину судоустройства на Руси по Соборному Уложению 1649 г. и доказал, что суд в русском государстве, исходя из норм Уложения, был коллегиальным. Свои взгляды ему пришлось отстаивать в полемике с признанными авторитетами в юриспруденции — К. Д. Кавелиным и В. А. Линовским.
В 1859 году в «Журнале Министерства юстиции» появилась другая обширная статья Есиповича «Литературная разработка и общая характеристика Уложения 1649 г.». В ней была дана самостоятельная подробная оценка этого документа, подвергнуты тщательному анализу взгляды его составителей «на улики и доказательства и способы их добывания».
В феврале 1859 года перемещён обер-секретарём в общее собрание первых трёх департаментов и департамента герольдии, а в октябре того же года назначен помощником статс-секретаря Государственного совета. Занимаясь здесь сначала в отделении законов государственной канцелярии, а затем в отделении гражданских и духовных дел, Есипович принимал деятельное участие в трудах по освобождению крестьян от крепостной зависимости.
В сентябре 1862 года назначен членом-редактором в высочайше учреждённую при государственной канцелярии комиссию для составления проектов законоположении о преобразовании судебной части. Вместе с тем Есиповичу было поручено управлять делами Высочайше учреждённого комитета для начертания предположении о преобразовании межевой части в России. В следующем году он назначен членом комиссии для определения главных начал преобразования межевой части.
Произведённый 1 января 1864 года в чин действительного статского советника, Есипович с начала 1865 года управлял делами гражданского департамента Государственного совета. Спустя несколько дней Есипович назначен исправлять должность статс-секретаря департамента гражданских и духовных дел. Состоя в этой должности, был назначен в январе 1866 года членом со стороны государственной канцелярии в комиссию, образованную при Министерстве внутренних дел для устройства правильной поземельной регистрации в России. В том же году награждён орденом Святого Станислава 1-й степени.
В том же 1866 году в качестве секретаря присутствовал на процессе Каракозова. В день казни 3 сентября 1866 года Есипович как секретарь Верховного уголовного суда поднялся на эшафот и зачитал Д. В. Каракозову смертный приговор. С 1867 года — статс-секретарь департамента гражданских и духовных дел Государственного Совета.
В 1869 году Есипович произведён в тайные советники, в 1873 году награждён орденом Святого Владимира 2-й степени, а 18 декабря 1877 года назначен к присутствованию в Правительствующем сенате. Здесь Есипович сначала был присутствовавшим в гражданском кассационном департаменте, затем 5 октября 1883 года в отделении первого департамента по крестьянским делам, а когда был учреждён второй департамент, образованный для заведования всеми крестьянскими делами Империи и заменивший упразднённый главный комитет об устройстве сельского состояния, Есипович был назначен 1 февраля 1884 года первоприсутствующим в этом департаменте. В этой должности он был награждён орденом Александра Невского.
Не ограничиваясь служебной деятельностью, Есипович напечатал много статей по интересовавшим его вопросам. С делами крестьян, находившимися в ведении этого департамента, Яков Григорьевич освоился очень скоро, так как этому способствовали его прежняя деятельность и знание условий крестьянской жизни. За 10-летнее пребывание Есиповича во 2-м департаменте было рассмотрено около 80 тыс. крестьянских дел, каждое из которых затрагивало самые насущные вопросы и непременно проходило через руки первоприсутствующего. В 1893 году произведён в чин действительного тайного советника.
«Тихо скончался» 8 (21) февраля 1906 года после тяжёлой болезни («от паралича сердца») в своей квартире в доме № 30 на Моховой. Семья (жена Юлия Михайловна, а также сыновья, дочери и внуки) предполагала похоронить его в родовом имении — селе Астапковичи. Однако, когда тело перевезли в Рославль, там было принято иное решение: Есиповича похоронили на городском Вознесенском кладбище. Это старинное кладбище существует и поныне, однако могила сенатора и кавалера ордена Святого апостола Андрея Первозванного не сохранилась. Предположительно надгробие с могилы было использовано при строительстве плотины местной электростанции в 1930-х годах.
В очерке о Есиповиче, включённом в книгу «Отцы и дети судебной реформы», известный юрист А. Ф. Кони характеризовал его как «поклонника обширной мировой подсудности и широкой самодеятельности судей».
Вызывая пред собой его образ не только как престарелого, но всегда энергичного первоприсутствующего общего собрания Сената и участника в создании судебных уставов, но и как человека вообще, невольно хочется сказать языком нашей старины, что он прожил, «душу имея честну, старость же светлу».

## Труды
Я. Г. Есипович — автор статей по истории, экономике, политике, общественным вопросам, публиковавшимся в «Отечественных записках», «Журнале Министерства юстиции» и «Сыне Отечества» (в последнем он печатался под псевдонимом «Андрей Голосов»): «Англичане в Индии», «Княгиня Наталья Борисовна Долгорукова», «Последние годы Китайской империи» («Отечественные записки». — 1858. — Т. 117. Кн. 3 (март). — С. 187—220.) и др. Исключительный интерес представляют его «Записки сенатора», опубликованные в 1909 году в «Русской старине» (№ 1—11).
- Литературная разработка и общая характеристика уложения 1649 года. // Журнал министерства юстиции, 1859, июнь — июль.
- О толковании законов. // Журнал министерства юстиции, 1894, декабрь.
- Итог жизни. — СПб.: тип. А. С. Суворина, 1897[5].
- Записки сенатора Якова Григорьевича Есиповича. — СПб.: тип. товарищества п/ф «Электротип. Н. Я. Стойковой», 1909.

## Награды
- орден Св. Анны 2-й ст. (1860)
- орден Св. Владимира 3-й ст. (1864)
- орден Св. Станислава 1-й ст. (1866)
- орден Св. Анны 1-й ст. с императорской короной (1873)
- орден Св. Владимира 2-й ст. (1876)
- орден Белого орла (1878)
- орден Св. Александра Невского (1883; бриллиантовые знаки к ордену — 1889)
- орден Св. Андрея Первозванного (1903)